# Ypsolopha nigrimaculata
Ypsolopha nigrimaculata là một loài bướm đêm thuộc họ Ypsolophidae. Nó được tìm thấy ở Hàn Quốc.
Chiều dài cánh trước khoảng 11 mm.